# Крапивник (Выгодская поселковая община)
Крапи́вник (укр. Кропивник) — село в Выгодской поселковой общине Калушского района Ивано-Франковской области Украины.
Население по переписи 2001 года составляло 1851 человек. Занимает площадь 25,39 км². Почтовый индекс — 77542. Телефонный код — 3477.